# CSE Australia
A CSE Australia az egyik legnagyobb Ausztráliára szakosodott bevándorlási ügynökség, a napjainkban egyre fokozódó magyar migráció fontos résztvevője.

## Történet
A CSE Australiát Pleskonics Edit Archiválva 2020. február 29-i dátummal a Wayback Machine-ben és Somogyi Csaba, egykor Sydney-ben tanuló magyar diákok alapították. A magyar pár, miután végigjárta a nyelvtanulás, a munkakeresés és a beilleszkedés lépcsőit, megalapította ügynökségét, hogy így segítse a tanulni, dolgozni és letelepedni vágyó magyarokat Ausztráliában.
A CSE Australia az egyetlen bevándorlási csapat Magyarországon, amely rendelkezik ausztrál akkreditációs bevándorlási jogásszal és oktatási tanácsadóval, valamint közjegyzővel.

## Az ausztrál vízumrendszer
Ausztrália vízumköteles ország, ami azt jelenti, hogy turistaként is vízum szükséges. A legnépszerűbb ideiglenes tartózkodás biztosító vízumtípusok:
- Turistavízum
- E-visitor vízum
- Diákvízum
- Szponzorált munkavállalói vízum
- Working holiday vízum

Állandó tartózkodásra jogosító vízumok:
- Képesítés alapú letelepedési vízum
- Szponzorált munkavállalói letelepedési vízum
- Családi szponzorált letelepedési vízum
- Menekült vízum

Az ausztrál vízumrendszer ennél sokkal összetettebb, éppen ezért a bevándorlási ügynökségek világszerte egy külön iparágat alkotnak.
A vízumok megszerzéséhez IELTS nyelvvizsga, számtalan dokumentum és megfelelő anyagi háttér szükséges.

## Oktatás
Az ausztrál oktatás angolszász rendszerű. Azoknak, akik Ausztráliában szeretnék folytatni tanulmányaikat, különböző nyelvi, szakmai, akadémiai és anyagi követelményeknek kell megfelelniük. Az ausztráliai tanuláshoz diákvízum szükséges, amely a választott kurzus teljes idejére szól. 
Bár az oktatás színvonala a legtöbb intézményben követi az elvárt sztenderdeket, érdemes körültekintően utánajárni, milyen lehetőségek vannak az adott kurzusra, mert a tandíjban és a megszerzett oklevél piaci értékében nagy különbségek vannak.
Magyarországon egyedül a CSE Australia rendelkezik Ausztráliában akkreditált oktatási tanácsadókkal.